# Синдром Горнера
Синдром Горнера, синдром Бернара — Горнера, окулосимпатический синдром — клинический синдром, вызванный поражением симпатической нервной системы.

## Признаки
Симптомы проявляются на стороне поражения, в основном на лице:
- птоз (опущение верхнего века вследствие недостаточной симпатической иннервации верхней тарзальной мышцы (musculus tarsalis superior), или мышцы Мюллера[3]), «перевёрнутый птоз» (небольшое поднятие нижнего века);
- миоз (сужение зрачка),
- патология сфинктера зрачка (sphincter pupillae) (это ведёт к слабой реакции зрачка на свет).
- энофтальм (западание глазного яблока),
- дисгидроз (нарушение потовыделения) на поражённой стороне лица, снижение выраженности цилиоспинального рефлекса, инъекция (расширение сосудов) конъюнктивы и гиперемия кожи лица на соответствующей поражению стороне.

У детей синдром Горнера иногда приводит к гетерохромии (разный цвет радужной оболочки у глаз). Это происходит из-за того, что отсутствие симпатической иннервации препятствует меланиновой пигментации меланоцитов, находящихся в основе (строме) радужки (лат. stroma iridis).

## История
Синдром назван в честь швейцарского офтальмолога Иоганна Фридриха Горнера, первым описавшего синдром в 1869 г. Ранее было несколько случаев описания симптомов, но описание Горнера используется чаще. Во Франции и Италии имя Клода Бернара также включено в название синдрома — синдром Бернара — Горнера.

## Причины
Синдром Горнера приобретается в результате патологического процесса, также возможен врождённый или ятрогенный (в результате медицинского вмешательства) путь. Хотя большинство причин являются относительно доброкачественными, синдром Горнера может свидетельствовать о серьёзной патологии в области шеи или грудной клетки (например, опухоль Панкоста (опухоль верхушки легкого) или щитовидно-шейная венозная дилатация).
- Из-за повреждения или сдавления шейной или грудной симпатической цепи с одной стороны, вследствие чего возникают симптомы на ипсилатеральной (той же, где повреждение) стороне тела.
- Латеральный медуллярный синдром
- Кластерная головная боль
- Травма — основания шеи, обычно тупая травма, может быть хирургическая
- Воспаление среднего уха
- Опухоли — чаще всего бронхогенная карцинома верхушки лёгкого (опухоль Панкоста)
- Аневризма аорты
- Медиастинит
- Нейрофиброматоз I типа
- Зоб (гиперплазия щитовидной железы)
- Расслоение аневризмы аорты
- Карцинома щитовидной железы
- Рассеянный склероз
- Тяга звездчатого нервного узла из-за дополнительного шейного ребра
- Паралич Дежерин-Клюмпке
- Тромбоз кавернозного синуса
- Симпатэктомия (перерезка симпатического нерва шеи)
- Сирингомиелия
- Блокада нервов, например блокада шейного сплетения, блокада звездчатого ганглия
- Как осложнение дренажа по Бюлау

## Патофизиология
Синдром Горнера возникает из-за недостаточности симпатической иннервации. Участок повреждения симпатических путей находится на ипсилатеральной стороне симптомов. Ниже следуют примеры состояний вызывающих появление клинических проявлений синдрома Горнера:
- Поражение первого нейрона (участок пути между гипоталамусом и шейным цилиоспинальным центром называют первым нейроном (хотя он, вероятно, прерывается несколькими синапсами в области моста и покрышки среднего мозга)): центральные поражения, включающие гипоталамоспинальный путь (например, рассечение шейного отдела спинного мозга, закупорка задней нижней мозжечковой артерии).
- Поражение второго нейрона (участок от цилиоспинального центра до верхнего шейного узла называют вторым нейроном (то есть это преганглионарные волокна)): преганглионарные повреждения (например сдавление симпатического пути опухолью верхушки легкого).
- Поражение третьего нейрона (участок от верхнего узла к мышце, расширяющей зрачок называют третьим нейроном (это постганглионарные волокна)): постганглионарные повреждения на уровне внутренней сонной артерии (например, опухоль кавернозного синуса).

## Диагностика
При установлении наличия и тяжести синдрома Горнера используют три теста:
1. Тест с каплей кокаина (устаревший) — глазные кокаиновые капли блокируют обратный захват норадреналина, что приводит к расширению зрачка. Из-за недостатка норадреналина в синаптической щели зрачок не будет расширяться при синдроме Горнера. Недавно был представлен метод, который является более надёжным и при котором отсутствуют трудности в получении кокаина. Он основан на применении на оба глаза апраклонидина (симпатомиметик, α2-адренергический агонист), что ведёт к появлению мидриаза на стороне поражения синдромом Горнера.
2. Тест оксамфетамином (паредрином). Этот тест помогает определить причину миоза. Если третий нейрон (последний из трёх нейронов в нервном пути, который в конечном счёте сбрасывает норадреналин в синаптическую щель) интактен, то амфетамин вызывает опустошение нейромедиаторного пузырька, таким образом высвобождая норадреналин в синаптическую щель, что ведёт к появлению стойкого мидриаза на поражённом зрачке. Если повреждён вышеупомянутый третий нейрон, то амфетамин не окажет никакого эффекта, и зрачок останется суженным. однако не существует теста для дифференциации повреждений первого и второго нейронов.
3. Тест по определению задержки расширения зрачка.

Важно отличать птоз, вызванный синдромом Горнера, от птоза, вызванного поражением глазодвигательного нерва. В первом случае птоз сочетается с суженным зрачком (из-за недостаточной симпатической иннервации глаза), во втором случае птоз сочетается с расширенным зрачком (из-за недостаточной иннервации сфинктера зрачка). В реальной клинической работе эти два разных птоза довольно легко отличать. В добавлении к расширенному зрачку при повреждении глазодвигательного нерва птоз более тяжёлый, иногда закрывающий полностью весь глаз. Птоз при синдроме Горнера будет средним или едва заметным.
Если при обнаружении анизокории (разница в размере зрачков) осматривающий сомневается какой из зрачков расширен, а какой сужен относительно нормы, то при наличии птоза патологическим будет тот зрачок, что находится на том же глазу, что и птоз.